# Општина Редиу-Татар (Јаши)
Редиу-Татар (рум. Rediu-Tătar) општина је у Румунији у округу Јаши.
Oпштина се налази на надморској висини од 160 m.